# Emoia oriva
Espèce
Emoia oriva est une espèce de sauriens de la famille des Scincidae.

## Répartition
Cette espèce est endémique de l'île de Rotuma aux Fidji.

## Étymologie
Le nom spécifique oriva est un des trois mots rotuman qui signifie le lézard.

## Publication originale
- Zug, 2012 : A new species of treeskink (Squamata: Scincidae: Emoia samoensis species group) from Rotuma, south-central Pacific. Proceedings of the Biological Society of Washington, vol. 125, no 1, p. 74-84.